# Astaena marginithorax
Astaena marginithorax är en skalbaggsart som beskrevs av Frey 1973. Astaena marginithorax ingår i släktet Astaena och familjen Melolonthidae. Inga underarter finns listade.